# McKinley Belcher III
McKinley Belcher III (* 23. März 1984 in Atlanta, Georgia) ist ein US-amerikanischer Theater- und Filmschauspieler.

## Leben
Belcher wurde am 23. März 1984 in Atlanta im Grady Memorial Hospital als erster Sohn von McKinley Belcher Jr. und Pamela McGhee Belcher geboren. Später zog die Familie nach Powder Springs, wo er die Grund- und Mittelschule besuchte. Er absolvierte 2002 die Campbell High School in Smyrna, wo er am International Baccalaureate-Programm teilnahm und Leichtathletik betrieb sowie Cross Country lief. Er ging an die Belmont University in Nashville, Tennessee und schloss sein Studium 2006 mit einem Bachelor of Arts in Kommunikationswissenschaft und Politikwissenschaft ab. Bei Belmont nahm er am Speech and Debate Team teil und gewann Auszeichnungen als Debattierer und Einzelredner. Anschließend ging er an die USC School of Dramatic Arts in Los Angeles, wo er den Ava Greenwald Memorial Award gewann und 2010 mit einem Master of Fine Arts in Schauspiel abschloss.

## Karriere
Belcher trat 2013 Off-Broadway in Romeo und Julia bei der Classic Stage Company auf und gewann 2016 einen Drama Desk Award für seine Leistung als Amateurboxer im Ensemble von Marco Ramirez’ The Royale im Lincoln Center unter der Regie von Rachel Chavkin. Außerdem trat er 2015 als Sam in Darko Tresnjaks Weltpremierenproduktion von Rear Window auf der Hartford Stage neben Kevin Bacon auf. Belcher spielte die Doppelrollen von Teddy und Nicholas in der Weltpremiere von Ken Urbans A Guide for the Homesick an der Huntington Theatre Company im Jahr 2017 und gewann sowohl einen Elliot Norton Award als herausragender Schauspieler als auch einen IRNE Award als bester Schauspieler.
Von 2016 bis 2017 stellte er in der Fernsehserie Mercy Street die Rolle des Samuel Diggs dar. Anschließend bis 2022 war er als Agent Trevor Evans in 16 Episoden der Fernsehserie Ozark zu sehen. 2018 folgte mit der Rolle des Milton Moore eine der Hauptrollen im Film Mapplethorpe. Im Folgejahr übernahm er die Rolle des Mark Finn im Film Enzo und die wundersame Welt der Menschen. Im selben Jahr wirkte er als Anthony Carter in der Fernsehserie The Passage mit. Anfang März 2022 wurde bekannt, dass er die Rolle des Fischmenschen Arlong im Netflix-Original One Piece verkörpern wird.

## Filmografie (Auswahl)
- 2010: Law & Order: Los Angeles (Fernsehserie, Episode 1x06)
- 2011: Rizzoli & Isles (Fernsehserie, Episode 2x01)
- 2012: Louie (Fernsehserie, Episode 3x06)
- 2013: Go for Sisters
- 2014: Elementary (Fernsehserie, Episode 3x01)
- 2014–2017: Power (Fernsehserie, 4 Episoden)
- 2015: Madam Secretary (Fernsehserie, Episode 1x13)
- 2015: Chicago P.D. (Fernsehserie, Episode 2x15)
- 2015: Unbreakable Kimmy Schmidt (Fernsehserie, Episode 1x01)
- 2015: Show Me a Hero (Miniserie, 5 Episoden)
- 2016: Untitled Cristin Milioti/Nina Pedrad Project (Fernsehfilm)
- 2016–2017: Mercy Street (Fernsehserie, 12 Episoden)
- 2017–2022: Ozark (Fernsehserie, 16 Episoden)
- 2018: Mapplethorpe
- 2018: Unorganized (Kurzfilm)
- 2018: Trial by Fire
- 2018: Bleeding, Kansas (Kurzfilm)
- 2019: The Passage (Fernsehserie, 10 Episoden)
- 2019: Enzo und die wundersame Welt der Menschen (The Art of Racing in the Rain)
- 2019: Marriage Story
- 2020: Mapplethorpe, the Director’s Cut
- 2020: The Good Lord Bird (Miniserie, 6 Episoden)
- 2021: FBI (Fernsehserie, Episode 3x05)
- 2021: The Royale (Fernsehfilm)
- 2022: We Own This City (Miniserie, 6 Episoden)
- 2023: One Piece (Fernsehserie, 4 Episoden)
- 2024: Eric (Miniserie)
- 2025: Zero Day (Miniserie)

## Theater (Auswahl)
- 2013: Romeo und Julia, Classic Stage Company
- 2015: Rear Window, Regie: Darko Tresnjak, Hartford Stage
- 2016: The Royale, Regie: Rachel Chavkin, Lincoln Center
- 2017: A Guide for the Homesick, Regie: Ken Urbans, Huntington Theatre Company